# Ceylanidrillus kandyanus
Ceylanidrillus kandyanus là một loài bọ cánh cứng trong họ Đom đóm (Lampyridae). Loài này được Bourgeois miêu tả khoa học năm 1903.